# Chevron blanc
Hipparchia fidia
Espèce
Le Chevron blanc (Hipparchia fidia) est un lépidoptère appartenant à la famille des Nymphalidae à la sous-famille des Satyrinae et au genre Hipparchia.

## Description
Le Chevron blanc est de couleur marron terne bordé aux antérieures d'une frange entrecoupée. L'ornementation est discrète limitée à deux ocelles pupillés de blanc et de petites taches blanches elles aussi submarginales et aux postérieures une ligne de petits points blancs et un ocelle anal.
Le revers est marbré d'ocre terne et de blanc argenté, avec aux antérieures deux ocelles cerclés d'ocre dont un à l'apex.

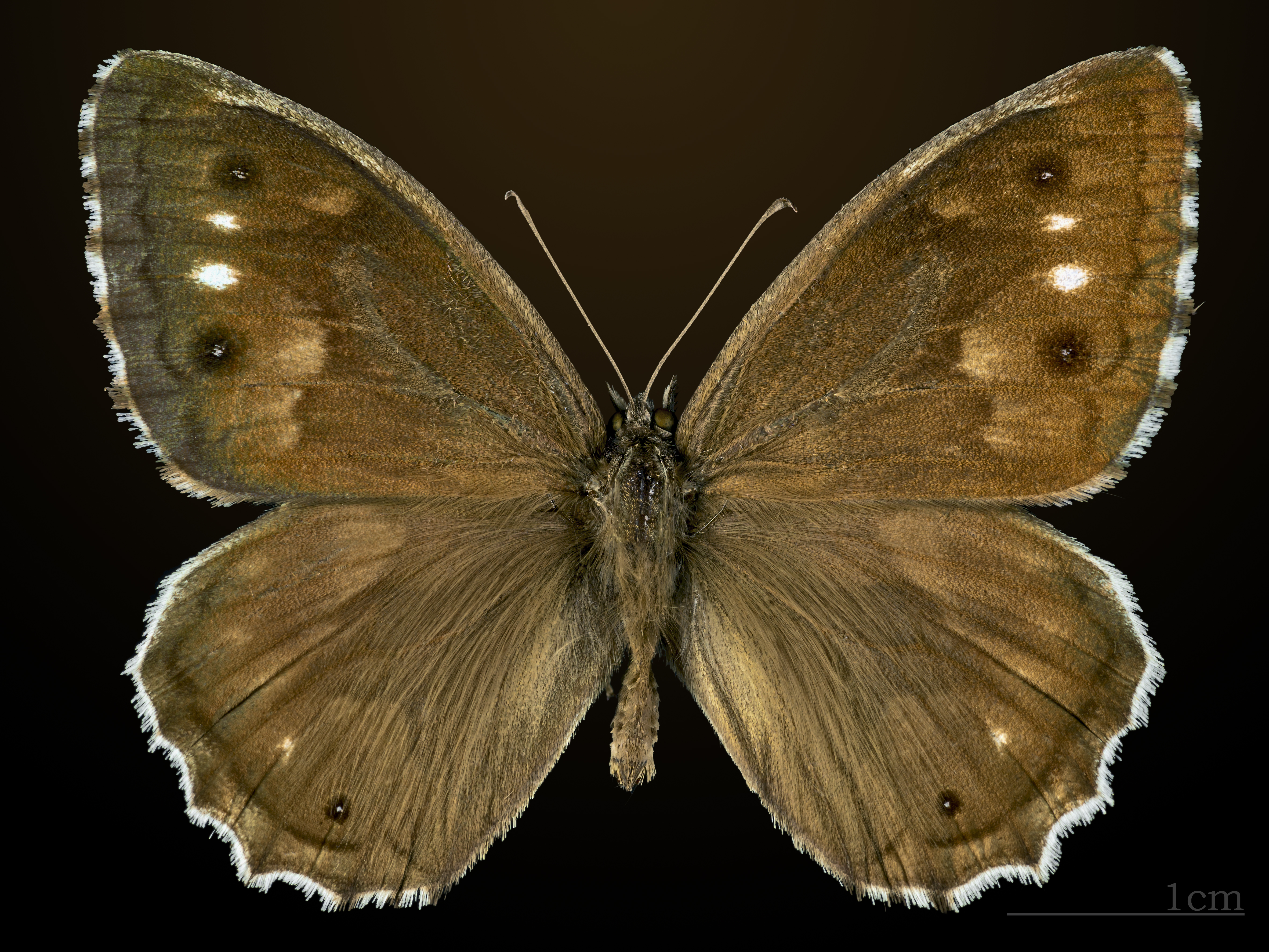
♂ Face dorsale MHNT
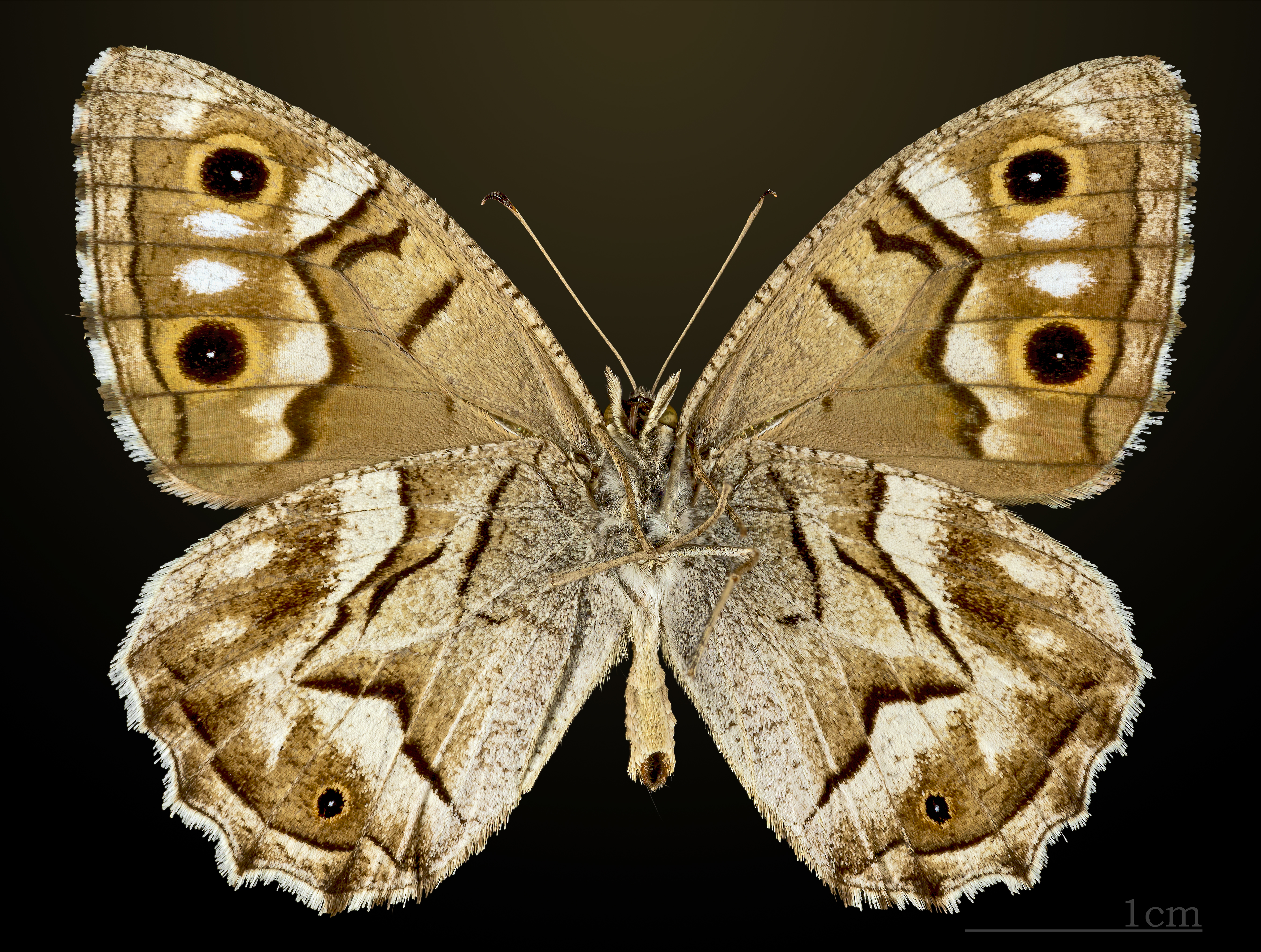
♂△ revers MHNT
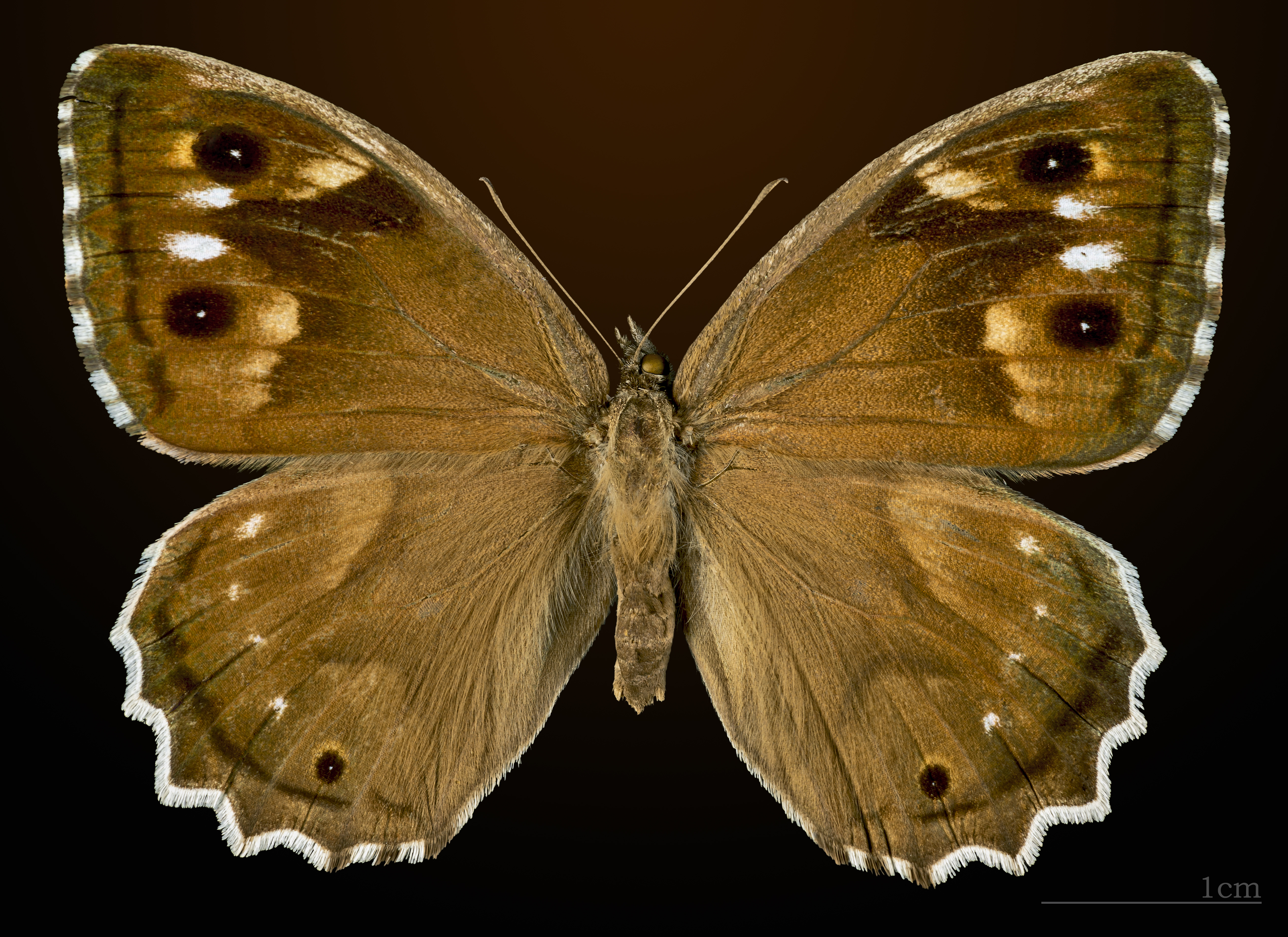
♀ Face dorsale MHNT
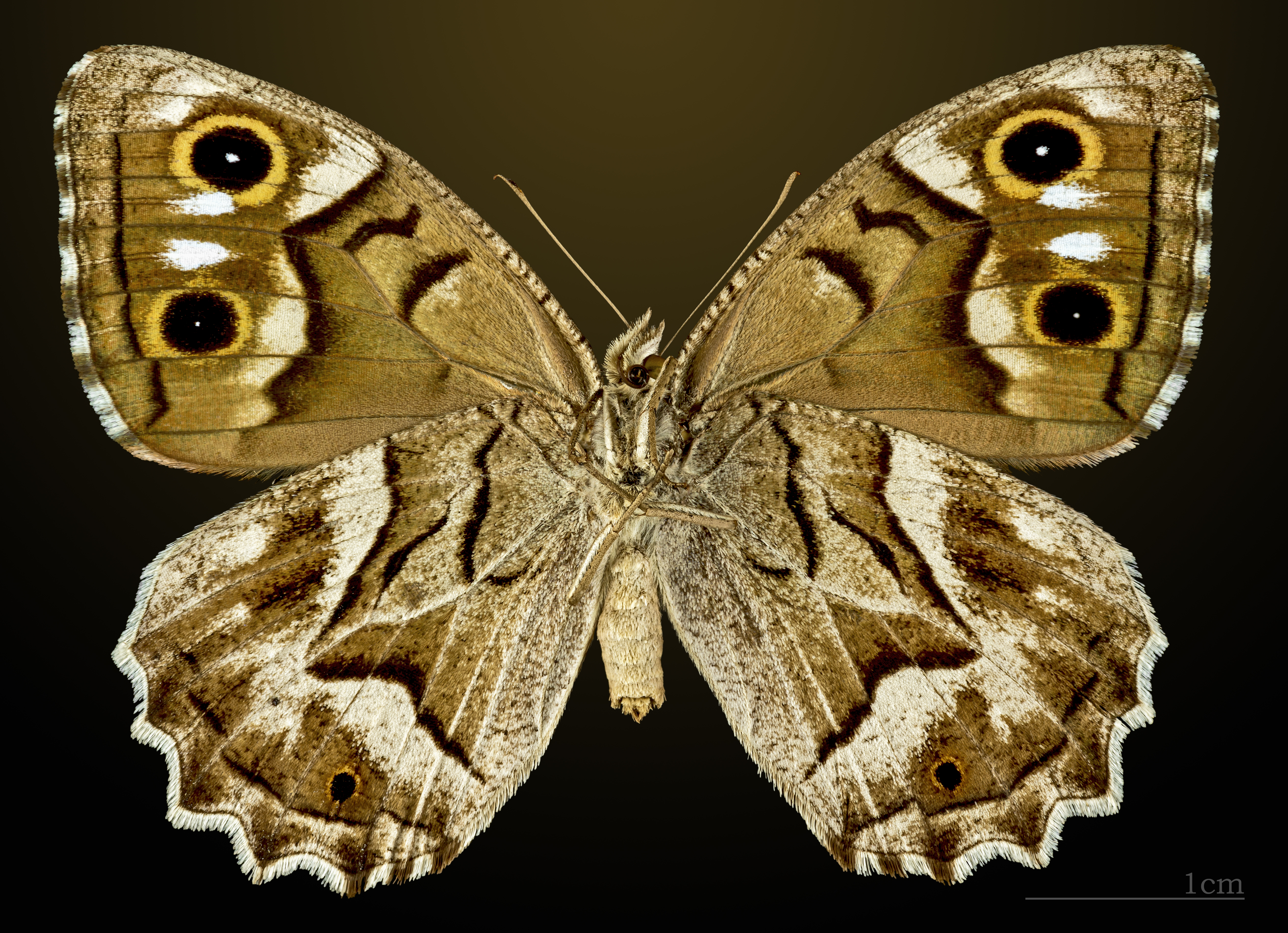
♀ △ revers MHNT

## Biologie

### Période de vol et hivernation
Le Chevron blanc vole en une génération entre juin et août en Europe, juillet à octobre en Afrique.

### Plantes hôtes
Ses plantes hôtes sont diverses dont Brachypodium, Oryzopsis Poa  (Poa annua, Poa pratensis), Milium multiflorum, Cynodon dactylon, Dactylis glomerata et Lygeum spartum au Maroc,.

## Écologie et distribution
Le Chevron blanc est présent en Afrique du Nord et dans le sud-ouest de l'Europe au Portugal, en Espagne, sud de la France et dans les alpes maritimes italiennes.
En Afrique du Nord la sous-espèce Hipparchia fidia fidiae st présente au Maroc dans le Moyen-Atlas et le Haut-Atlas, en Algérie et en Tunisie.
En France métropolitaine le Chevron blanc est présent dans les départements du pourtour Méditerranéen, des Pyrénées-Orientales aux Alpes-Maritimes (dans l'Aude, l'Hérault, le Gard, l'Ardèche, la Drôme, le Vaucluse, les Bouches-du-Rhône, le Var, les Hautes-Alpes, les Alpes-de-Haute-Provence.

### Biotope
Il réside dans les escarpements rocheux herbus et buissonneux.

## Systématique
L'espèce Hipparchia fidia a été décrite par le naturaliste suédois Carl von Linné en 1767 sous le nom initial de Papilio fidia .

### Synonymes
- Papilio fidia Linnaeus, 1767 Protonyme
- Pseudotergumia fidia [2].

### Noms vernaculaires
- Le Chevron blanc en français
- Striped Grayling en anglais et  Festón blanco  en espagnol[2].

### Taxinomie
Sous-espèce
- Hipparchia fidia fidia
- Hipparchia fidia albovenosa (Austaut, 1885) ; présent à Oujda au Maroc.
- Hipparchia fidia hebitis (Rothschild, 1917) ; présent à Guelt-es-Stel en Algérie.
- Hipparchia fidia benimguildi Varin, 1954 ; présent à Aïn-Leuh, dans le Moyen Atlas marocain[5].

### Protection
.